# Черноморочка (фильм)
«Черноморочка» — советская лирическая комедия, первая режиссёрская работа Алексея Коренева. Фильм снят на Одесской киностудии в 1959 году.
Режиссёрский дебют Алексея Коренева. Песни в фильме исполняются на украинском языке. В эпизоде в роли музыканта оркестра сыграл 16-летний Валерий Ободзинский. Он был замечен и приведён на съёмочную площадку прямо с улицы.
Фильм посмотрели 24,7 млн зрителей.

## Сюжет
Девушка Софийка живёт в рыбацком посёлке. Она жизнерадостна, талантливая — великолепно поёт и радует своими песнями земляков. Любит своего парня Васю, курсанта мореходного училища, и мечтает ехать с ним в Одессу. А серьёзный Василий мечтает о том, чтобы Софийка пошла учиться на курсы судовых радистов, чтобы в будущем вместе на одном корабле ходить в море.
У Василия заканчивается отпуск, молодые люди полны планов, покупают два билета, однако их мечтам не суждено исполниться. Накануне в посёлок с гастрольными выступлениями приезжает джаз-оркестр Омельского. Во время их выступления легкомысленная Софийка, по-мальчишечьи забравшись на забор концертной площадки, громко подпевает солистке, да так, что превосходит её. Музыканты приглашают девушку к себе в коллектив. Софийка, забыв об обещаниях любимому, с радостью принимает предложение.
Одесса. Софийка не может пересилить себя и исполнять посредственные сочинения Омельского. К тому же страдает от разлуки с Васей. Василий так же не находит себе места. Попытки остановить Софийку он в себе подавляет и старается задушить любовную страсть в себе.
В конце фильма Софийка бросает эстрадный коллектив, возвращается домой и снова поёт в самодеятельности.

## В ролях
- Светлана Живанкова — Софийка
- Владимир Земляникин — Вася Гордиенко
- Константин Кульчицкий — Савва Петрович Палянычка
- Олег Борисов — Юрко Фарасюк
- Дмитрий Франько — Терентий Тарасович Бодяга, старшина
- Дая Смирнова — Одарка
- Юрий Сарычев — Петро
- Николай Яковченко — Карпо Иванович
- Сергей Мартинсон — Виталий Аркадьевич Омельский, композитор и руководитель оркестра
- Тамара Носова — Вероника, певица
- Евгений Моргунов — конферансье
- Валерий Ободзинский — музыкант оркестра

## Съёмочная группа
- Автор сценария: Евгений Помещиков
- Режиссёр-постановщик: Алексей Коренев
- Операторы: Василий Симбирцев, Радомир Василевский
- Художник: Василий Зачиняев
- Композитор: Оскар Сандлер
- Текст песен: Любовь Забашта, Андрей Малышко, Николай Сом

## Критика
Дебютный фильм Алексея Коренева был подвергнут жёсткой критике.
Критик Зоя Финицкая писала:

Картина «Черноморочка» оказалась построенной по канонам того пошлого, мещанского «искусства», с которым как будто стремятся бороться её создатели. Мнимосовременные проблемы этой картины — только повод для создания стандартного «кино-ревю»…
— Искусство кино, 1960, № 6, с. 46
Киновед Борис Берест (Ковалёв) утверждал: «Увлечение джазовой музыкой сценарист и режиссёр официально высмеивают. Но слишком частое употребление лирических песен, эстрадных номеров и выступлений джазового оркестра перечёркивает замысел автора и постановщиков … Вопреки замыслу молодого режиссёра А. Коренева, негативные персонажи вышли на первый план, а положительные — стали мёртвыми схемами, ходячими резонёрами». Он указывал, что «ярко видно притяжения режиссёра к западноевропейскому и американскому фильму, к лёгкой музыке, к лирическим мелодиям».
В статье в журнале «Театр» Нина Игнатьева выражала недоумение, как «скромный самодеятельный кружок маленького рыболовецкого посёлка превратился по мановению „волшебной“ кинематографической палочки в грандиозный ансамбль, демонстрирующий зрителям тщательно поставленные и пышно оформленные номера».

Монументально, помпезно, сверкающе — только исчезло обаяние и простота искусства, создаваемого народом. Недавно мы увидели тому наглядное подтверждение, правда, не на сцене, а на киноэкране, в фильме «Черноморочка».

Киновед Георгий Капралов писал: «Такие картины, как „Годы молодые“, „Черноморочка“ … выдают дешёвую побрякушку за эстетический идеал, формируют у части зрителей ложные представления о прекрасном».
Фильм «стал притчей во языцех и в критике и у взыскательных зрителей» как одна из «самых грустных творческих неудач под сенью капризной музы комедии». При упоминании фильма использовалось словосочетание «пресловутая „Черноморочка“». Авторов обвиняли в откровенной безвкусице, схематизме и штампах.
Литературовед и критик Борис Галанов упомянул «Черноморочку» в своём разгромном отзыве о фильме «Человек-амфибия». Он написал в журнале «Юность», что если ходить в кино просто для развлечения, «тогда может нравиться „Человек-амфибия“, и „Черноморочка“ не вызывает больших претензий».

В один ряд с «Амфибией» ставили такие фильмы, как «Полосатый рейс», «Черноморочка». Сюда же попадали и зарубежные жанровые фильмы,… отучающие, по мнению критики, отечественного зрителя от «современной советской действительности» на экране.

Кинокритик Ростислав Юренев считал фильм поражением опытного мастера комедии сценариста Е. Помещикова. Снятые по его сценариям фильмы «Черноморочка» и «Спасите наши души!» были «единодушно признаны неудачными». Критик отмечал «стандарт, штампы, отсутствие ясной мысли и сатирической остроты» и то что все персонажи далеки от жизни.
В книге «Молодые актёры украинского кино» (1966) приводилась следующая оценка фильма: «Жаль, что эта кинолента в целом не была удачной. Авторы фильма — сценарист и режиссёр — допустили лишнее комикование, не достигли типичности характеров наших людей, обеднили их мысли и чувства. Однако образ Софии, созданный Живанковой, был благосклонно встречен зрителем. Весёлые песни Софии подхватила молодёжь, а судьба этой девушки пришлась по душе многим нашим юным современницам».
Советский киновед Иван Корниенко также критиковал фильм наряду с другими комедиями, по его мнению, «лишёнными подлинной комедийности». Он писал: «„Годы молодые“, „Королева бензоколонки“, „Черноморочка“, „Артист из Кохановки“, „Повесть о Пташкине“ пресса встретила суровой критикой, вновь возобновив разговор о путях развития кинокомедии, о трудностях, встречающихся на пути этого жанра».
Киновед Нонна Капельгородская неодобрительно отзывалась о фильме: «Не лучше воспринимается „Черноморочка“ (1959) В. Коренева по сценарию известного штамповщика лент, построенных на безоговорочной лакировке действительности, Евгения Помещикова».
Киновед Александр Фёдоров писал, что комедия „Черноморочка“ «оказалась лёгкой и беззащитной мишенью для советских кинокритиков», однако «зрители эту незамысловатую комедию со смешным С. Мартинсоном в роли джазмена-неудачника по-прежнему любят».